# Берестовенко, Михаил Парфирович
Михаил Парфирович (в наградном листе — Порфирьевич) Берестовенко (1921—1979) — подполковник Советской Армии, участник Великой Отечественной войны, Герой Советского Союза (1944).

## Биография
Михаил Берестовенко родился 19 октября 1921 года в деревне Бузовая (ныне — Кропивницкий район Кировоградской области Украины) в семье крестьянина. В 1930 году вместе с семьёй переехал в город Харовск Вологодской области, где получил неполное среднее образование, окончив четыре класса школы-семилетки. Работал на железной дороге, в городском радиоузле, на лесозаводе «Музлесдрев». Был членом ВЛКСМ. В мае 1941 года был призван на службу в Рабоче-крестьянскую Красную Армию Харовским городским военным комиссариатом Вологодской области. С апреля 1942 года — на фронтах Великой Отечественной войны. Осенью того же года окончил курсы младших лейтенантов 7-й армии. К июню 1944 года лейтенант Михаил Берестовенко командовал взводом автоматчиков 1063-го стрелкового полка 272-й стрелковой дивизии 7-й армии Карельского фронта. Отличился во время Свирско-Петрозаводской наступательной операции, во время прорыва линии обороны противника на реке Свирь в районе Лодейного Поля.
Одним из первых в полку взвод Берестовенко форсировал реку 21 июня 1944 года. В бою подчинённые Берестовенко уничтожили 4 огневые точки. В том же бою Берестовенко уничтожил дзот с тяжёлым пулемётом, обеспечив успешную переправу через Свирь для подразделений 1063-го стрелкового полка. 23 июня 1944 года в ходе боёв за вторую линию обороны финских войск в Олонецком районе Карело-Финской ССР. Берестовенко дважды водил своих бойцов в атаку, получил ранение, но поля боя не покинул. Взвод его в составе своего полка освобождал населённые пункты юга Карелии. Лейтенант Берестовенко стал командиром роты автоматчиков.
Указом Президиума Верховного Совета СССР от 21 июля 1944 года за «образцовое выполнение боевых заданий командования на фронте борьбы с немецко-фашистским захватчиками и проявленные при этом мужество и героизм» лейтенант Михаил Берестовенко был удостоен высокого звания Героя Советского Союза с вручением ордена Ленина и медали «Золотая Звезда» за номером 3821.
Участвовал в Параде Победы на Красной площади. Продолжил службу в Советской Армии. Дважды (в 1946 и 1953 годах) оканчивал курсы усовершенствования офицерского состава. В 1961 году в звании подполковника был уволен в запас. Проживал и работал в Вильнюсе, был заместителем секретаря заводского парткома. Умер 5 июля 1979 года, похоронен в Вильнюсе.
Был также награждён орденом Красной Звезды и рядом медалей.

## Семья
- Жена — Клавдия Берестовенко (1917—2009);
  - Сын — Евгений Берестовенко (1949—2008);
  - Дочь — Татьяна Берестовенко (1952—2017);
- Внуки — Ирина Зайченко (род. 1974), Ана Смоленская (род. 1994), Андреюс Берестовенко (род. 1988)